# Nuoto ai Giochi della XX Olimpiade - Staffetta 4x100 metri misti femminile
La competizione della staffetta 4x100 metri misti femminili di nuoto ai Giochi della XX Olimpiade si è svolta il giorno 3 settembre 1972 alla Olympia Schwimmhalle di Monaco di Baviera.

## Programma
| Data             | Ora   | Round      | Note                           |
| ---------------- | ----- | ---------- | ------------------------------ |
| 3 settembre 1972 | 10:45 | 2 Batterie | I migliori 8 tempi alla finale |
| 3 settembre 1972 | 19:05 | Finale     |                                |

## Risultati

### Batterie
| Pos. | Nazione          | Atleti                                                                             | Totale  | Pos F |
| ---- | ---------------- | ---------------------------------------------------------------------------------- | ------- | ----- |
| 1    | Unione Sovietica | Tinatin Lekveišvili, Galina Prozumenščikova Iryna Ustymenko, Tatyana Zolotnitskaya | 4'30"35 | 4 Q   |
| 2    | Svezia           | Diana Olsson, Britt-Marie Smedh Eva Wikner, Anita Zarnowiecki                      | 4'31"88 | 6 Q   |
| 3    | Paesi Bassi      | Enith Brigitha, Alie te Riet Anke Rijnders, Frieke Buys                            | 4'32"20 | 7 Q   |
| 4    | Germania Ovest   | Vreni Eberle, Annegret Kober Edeltraud Koch, Jutta Weber                           | 4'33"37 | 8 Q   |
| 5    | Australia        | Sue Lewis, Beverley Whitfield Sue Funch, Sharon Booth                              | 4'33"96 | 9     |
| 6    | Ungheria         | Ildikó Szekeres, Ágnes Kaczander-Kiss Judit Turóczy, Magdolna Patóh                | 4'36"53 | 12    |
| 7    | Irlanda          | Christine Fulcher, Ann O'Connor Brenda McGrory, Aisling O'Leary                    | 4'45"56 | 14    |
| 8    | Italia           | Alessandra Finesso, Patrizia Miserini Donatella Talpo, Laura Podestà               | 4'48"25 | 15    |

| Pos. | Nazione       | Atleti                                                                       | Totale  | Pos F |
| ---- | ------------- | ---------------------------------------------------------------------------- | ------- | ----- |
| 1    | Stati Uniti   | Susie Atwood, Judy Melick Dana Shrader, Shirley Babashoff                    | 4'27"57 | 1 Q   |
| 2    | Germania Est  | Christine Herbst, Renate Vogel Roswitha Beier, Gabriele Wetzko               | 4'27"58 | 2 Q   |
| 3    | Giappone      | Suzuko Matsumura, Yoko Yamamoto Mayumi Aoki, Yoshimi Nishigawa               | 4'30"34 | 3 Q   |
| 4    | Canada        | Wendy Cook, Sylvia Dockerill Marilyn Corson, Leslie Cliff                    | 4'31"87 | 5 Q   |
| 5    | Gran Bretagna | Pamela Bairstow, Dorothy Harrison Jean Jeavons, Lesley Allardice             | 4'34"61 | 10    |
| 6    | Svizzera      | Susanne Niesner, Margrit Thomet Erika Rüegg, Françoise Monod                 | 4'34"69 | 11    |
| 7    | Francia       | Sylvie Le Noach, Martine Claret Josiane Castiau, Claude Mandonnaud           | 4'38"62 | 13    |
| 8    | Messico       | María Teresa Ramírez, Ana Elena de la Portilla Norma Amezcua, Marcia Arriaga | 4'49"23 | 16    |

### Finale
| Pos.    | Nazione          | Atleti                                                                             | Totale  | Pos F           |
| ------- | ---------------- | ---------------------------------------------------------------------------------- | ------- | --------------- |
| Oro     | Stati Uniti      | Melissa Belote, Catherine Carr Deena Deardurff, Sandra Neilson                     | 4'20"75 | Record mondiale |
| Argento | Germania Est     | Christine Herbst, Renate Vogel Roswitha Beier, Kornelia Ender                      | 4'24"91 |                 |
| Bronzo  | Germania Ovest   | Silke Pielen, Vreni Eberle Gudrun Beckmann, Heidi Reineck                          | 4'26"46 |                 |
| 4       | Unione Sovietica | Tinatin Lekveišvili, Galina Prozumenščikova Iryna Ustymenko, Tatyana Zolotnitskaya | 4'27"81 |                 |
| 5       | Paesi Bassi      | Enith Brigitha, Alie te Riet Anke Rijnders, Hansje Bunschoten                      | 4'29"99 |                 |
| 6       | Giappone         | Suzuko Matsumura, Yoko Yamamoto Mayumi Aoki, Yoshimi Nishigawa                     | 4'30"18 |                 |
| 7       | Canada           | Wendy Cook, Sylvia Dockerill Marilyn Corson, Leslie Cliff                          | 4'31"56 |                 |
| 8       | Svezia           | Diana Olsson, Britt-Marie Smedh Eva Wikner, Anita Zarnowiecki                      | 4'32"61 |                 |